# أوميت إبراهيم كانتارجيلار
اوميت إبراهيم كانتارجيلارولد (بالتركية: Ümit Kantarcılar)‏ ممثل تركي، ولد في أنطاليا في 10 أكتوبر عام 1987م، بدأ التمثيل في المسرح المدرسي، ثم لعب في مسرح أنطاليا المحلي، فاز بجائزة مع مسرحيته الموسيقية في مسرح أنطاليا البلدي، التحق بمعهد الموسيقي في جامعة مجدت، بعد تخرجه بدأ التمثيل في مسرح علي Poyrazoğlu، كانت بدايته الفنية في التلفزيون عام 2006م في مسلسل عائلتان، لكنه كان دور صغير، حصل على أدوار أكبر حتى حصل على دور البطولة

## المسلسلات
- مسلسل ألوان سنة 2016 م في دور أراس
- مسلسل مدينة الملائكة سنة 2015
- الأمهات الوالدات سنة 2014م
- السبع القذرة سنة 2014م
- الأرض المرتفعة 2011
- أسرار صغيرة 2011
- الحصى 2010
- عائلتين 2006